# Anton Mindlin
Pour les articles homonymes, voir Mindlin.
Anton Mindlin (né le 9 juillet 1985 à Khabarovsk) est un coureur cycliste russe. Il a été en 2003 champion du monde et champion d'Europe de poursuite par équipes juniors.

## Palmarès

### Championnats du monde
- Moscou 2003
  -  Champion du monde de poursuite par équipes juniors (avec Nikolai Trusov, Kirill Demura et Mikhail Ignatiev)

### Coupe du monde
- 2004-2005
  - 3e de la poursuite par équipes à Moscou
- 2005-2006
  - 2e de la poursuite par équipes à Moscou

### Championnats d'Europe
- Büttgen 2002
  -  Médaillé de bronze de la poursuite par équipes juniors
- Moscou 2003
  -  Champion d'Europe de poursuite par équipes juniors (avec Nikolai Trusov, Vladimir Isaychev et Mikhail Ignatiev)

### Championnats des Balkans
- 2004
  -  Médaillé d'argent de la poursuite par équipes

## Palmarès sur route
- 2002
  - 3e de la Vuelta al Besaya
- 2006
  - 2e de la Clásica Memorial Txuma

### Classements mondiaux
| Année           | 2005  | 2006 |
| --------------- | ----- | ---- |
| UCI Europe Tour | 1059e | 362e |